# Rick Jaffa
 (avril 2015).
Si vous disposez d'ouvrages ou d'articles de référence ou si vous connaissez des sites web de qualité traitant du thème abordé ici, merci de compléter l'article en donnant les références utiles à sa vérifiabilité et en les liant à la section « Notes et références ».
Pour les articles homonymes, voir Jaffa (homonymie).
Rick Jaffa est un scénariste et producteur américain. Il est l'époux d'Amanda Silver (depuis le 29 juillet 1989) avec qui il forme un duo de scénaristes, et, de fait, le beau-frère de Michael B. Silver.

## Filmographie

### Cinéma

#### Scénariste
- 1996 : Au-delà des lois
- 1997 : Relic
- 2011 : La Planète des singes : Les Origines
- 2014 : La Planète des singes : L'Affrontement (Dawn of the Planet of the Apes) de Matt Reeves
- 2015 : Au cœur de l'Océan (In the Heart of the Sea) de Ron Howard
- 2015 : Jurassic World de Colin Trevorrow
- 2020 : Mulan de Niki Caro
- 2024 : La Planète des singes : Le Nouveau Royaume (Kingdom of the Planet of the Apes)  de Wes Ball

#### Producteur
- 1992 : La Main sur le berceau
- 2010 : Love Shack (en)
- 2011 : La Planète des singes : Les Origines
- 2014 : La Planète des singes : L'Affrontement
- 2017 : La Planète des singes : Suprématie (War for the Planet of the Apes) de Matt Reeves
- 2024 : La Planète des singes : Le Nouveau Royaume (Kingdom of the Planet of the Apes)  de Wes Ball

#### Acteur
- 2010 : Love Shack (en)

## Distinctions

### Nominations
- Saturn Award :
  - Saturn Award du meilleur scénario 2012 (La Planète des singes : Les Origines)